# Georges Bidault

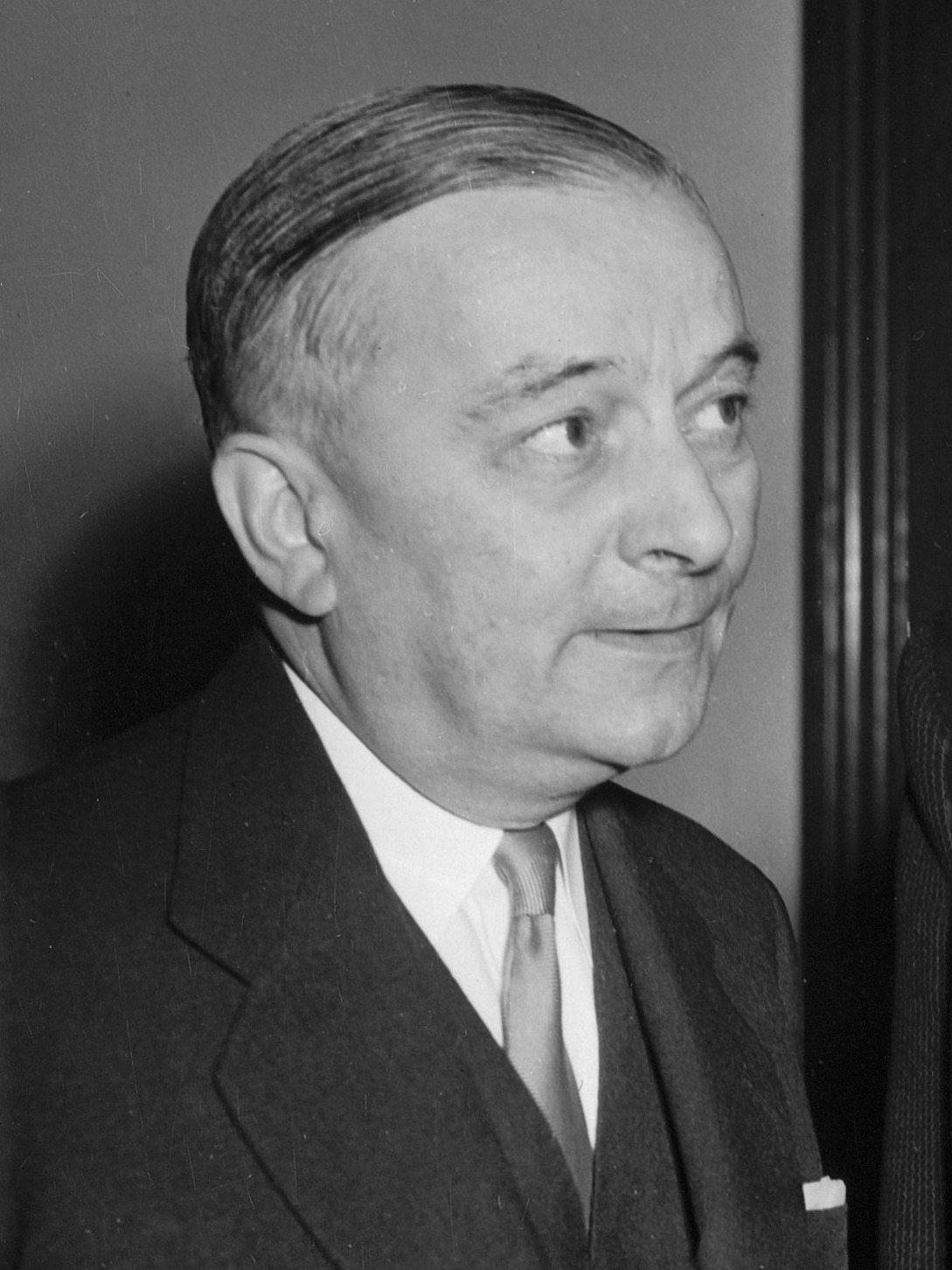
Georges Bidault

Georges-Augustin Bidault, född 5 oktober 1899 i Moulins, död 27 januari 1983 i Cambo-les-Bains, var en fransk politiker.
Bidault utbildade sig till historielärare vid Sorbonne och arbetade som läroverkslärare. I början av 1930-talet blev Bidault ledare för en grupp vänsterkatoliker och blev utrikesskribent för vänstertidningen L'Aube men lämnade sitt parti då det 1936 anslöt sig till Folkfronten men fortsatte arbeta för L'Aube. Han väckte där mycket uppmärksamhet för sin starka kritik mot eftergiftspolitiken gentemot Tyskland. Han tillhörde den grupp av värnpliktiga som inte mobiliserades vid utbrottet av andra världskriget men anmälde sig som frivillig. Han tillfångatogs i maj 1940 av tyskarna men frigavs redan året därpå i egenskap av veteran från första världskriget, for till den icke ockuperade delen av Frankrike och fick en lärartjänst i Lyon.
Där fick han kontakt med en grupp intellektuella patrioter som André Philip och François de Menthon och anslöt sig till Charles de Gaulles Fria Frankrike, anslöt sig till en aktiv motståndsgrupp inom  franska motståndsrörelsen och utgav en underjordisk tidning, Le bulletin de la France combattante och tjänstgjorde även som förbindelseman mellan Fria Frankrikes högkvarter i London och motståndsmännen. Han häktades av Gestapo 1943 men undkom efter en tids internering. När Gestapo i augusti 1943 arresterade dåvarande chefen för de samlade motståndrörelserna Max blev Bidault dess chef, och ordförande i Nationella motståndsrådet och den som formulerade dess program. Vid Frankrikes befrielse 1944 framträdde han öppet och utnämndes i september 1944 av de Gaulle till utrikesminister.
Han reorganiserade utrikesministeriet och diplomatiska kåren och deltog i efterkrigstidens stora internationella konferenser, under det han gjorde sig känd som en skicklig diplomat och förhandlare. Samtidigt grundade han det kristdemokratiska partiet Mouvement Républicain Populaire och utsågs till ordförande i Frankrikes provisoriska regering då detta parti vann en stor seger vid de allmänna valen i juni 1946. Efter valen till nationalförsamlingen i november 1946 avgick Bidault och efterträddes av Léon Blum. När dennes interimsregering i januari 1947 avgick och följdes av Paul Ramadiers första konstitutionella regering blev Bidault på nytt utrikesminister.
Han var en av landets mest framträdande politiker under fjärde republiken och tjänstgjorde bland annat som konseljpresident 1949-1950, vice regeringschef 1950 och 1951-1952 samt utrikesminister 1944-1946, 1947-1948 samt 1953-1954. I samband med självständighetskriget i Algeriet stödde Bidault till en början Charles de Gaulle, men när denna stödde Algeriets oberoende bröt Bidault med De Gaulle och gick med i den militanta Organisation armée secrète. 1962 anklagades Bidault för konspiration mot staten och tvingades i exil till Brasilien och senare Belgien. Han återkom till Frankrike i samband med en amnesti 1968.